# David Campbell (football)
Pour les articles homonymes, voir David Campbell (homonymie) et Campbell.
David Anthony Campbell (né le 2 juin 1965 à Eglinton (en) en Irlande du Nord) est un footballeur international nord-irlandais, qui évoluait au poste de milieu de terrain.

## Biographie

### Carrière en club
David Campbell joue en faveur de plusieurs clubs anglais, irlandais et nord-irlandais.
Il évolue en première division anglaise avec les clubs de Nottingham Forest et Charlton Athletic. Il joue un total de 71 matchs en Premier League, inscrivant quatre buts.
Il dispute également 31 matchs en première division irlandaise avec le club des Shamrock Rovers, inscrivant cinq buts.

### Carrière en sélection
David Campbell reçoit dix sélections en équipe d'Irlande du Nord entre 1986 et 1988.
Il joue son premier match en équipe nationale le 23 avril 1986, en amical contre le Maroc (victoire 2-1 à Belfast).
Il dispute six matchs rentrant dans le cadre des éliminatoires de l'Euro 1988, avec pour résultats quatre victoires, un nul et une défaite.
Il figure dans le groupe des sélectionnés lors de la Coupe du monde de 1986. Lors du mondial organisé au Mexique, il joue un match contre le Brésil (défaite 3-0).
Il reçoit sa dernière sélection le 23 mars 1988, en amical contre la Pologne (match nul 1-1 à Belfast).

## Palmarès
| Derry City - Coupe de la Ligue d'Irlande (1) : - Champion : 1990-91. |  | Rotherham United - Championnat d'Angleterre D4 (1) : - Champion : 1991-92. |